# Ruth Taylor
Pour l’article homonyme, voir Taylor.
Ruth Taylor, née Ruth Alice Taylor le 13 janvier 1905 et morte le 12 avril 1984, est une actrice  américaine du cinéma muet et des premiers films parlants, de la fin des années 1920.

## Biographie
Née à  Grand Rapids au Michigan, elle n'a que deux ans lorsque son père Norman et sa mère Ivah née Bates, décident de s'installer à Portland en Oregon. Diplômée de l'Université de l'Oregon grâce à laquelle elle découvre le théâtre amateur, la scène et les pièces dramatiques, elle persuade sa mère de l'emmener à Hollywood en 1924, année durant laquelle l'adolescente travaille comme extra aux Studios Universal.
Répondant à une publicité, la blonde aux yeux bleus surnommée « La petite fille avec une grosse personnalité » se rend à un casting durant lequel elle est sélectionnée par Mack Sennett en février 1925. Elle joue, alors dans les comédies de Sennett parmi lesquelles le film de Lucky Stars avec Harry Langdon et la série des Puppy love avec Eddy Cline. Durant deux années, elle jouera aux côtés de Billy Bevan, Andy Clyde, Alice Day, Vernon Dent, Ralph Graves, Raymond McKee, Eddie Quillan et Ben Turpin dans des premiers comme des seconds rôles.
Lorsque son contrat de deux ans avec Mack Sennett arrive à sa fin, elle vit une période d'incertitude durant laquelle, devenue freelance dans l'espoir de jouer de grands personnages, elle voit tous ses castings refusés.
Finalement en août 1927, elle signe, contre toute attente, à la Paramount Famous Lasky Corporation pour jouer le rôle de Lorelei Lee, dans le film muet de la version de 1928 de Les hommes préfèrent les blondes, réalisé par Malcolm St. Clair, avec à l'affiche Alice White et Ford Sterling. Son journal intime nous révèle qu'à cette époque, John Emerson responsable du casting et coscénariste ainsi que le réalisateur Malcolm St Clair la retiennent après avoir reçu deux cents actrices et réalisé autant de bouts d'essai. « Toutes les actrices blondes d'Hollywood étaient là », écrira-t-elle. Anita Loos, scénariste et écrivaine du roman éponyme pour lequel ils étaient à la recherche de l'actrice idéale pour tenir le rôle du personnage principal du roman, choisit elle aussi Ruth Taylor en lui disant lors d'une conférence de presse, sous forme de plaisanterie « Votre bout d'essai était le pire, alors nous vous choisissons ». Devenu le rôle de l’année, convoité par tant d'actrices célèbres, "l'élue" reçut des félicitations de toutes parts et enchaîna conférences de presse sur shooting photos. Répondant à un sondage sur la meilleure actrice pour le rôle, les fans enverront à la Paramount Pictures près de 14.000 lettres supportant la candidature de Ruth Taylor. Ils recevront chacun d'entre eux, en retour, une photo de l'actrice. C'est, jusqu'à ce jour, l'envoi le plus massif de courrier jamais enregistré par Hollywood pour une actrice[réf. souhaitée].
La même année, et après le succès du film Les hommes préfèrent les blondes, elle joue dans le film Just Married de 1928 qui met en vedette un nouveau couple d'acteurs de comédie, incarné par Ruth Taylor et James Hall. Produit par B. P. Schulberg, ce film fut réalisé par Frank R. Strayer.
Avec notamment Lupe Vélez, Lina Basquette et Sue Carol, elle fait partie de la promotion de 1928 des  Baby Stars de la WAMPAS.
Ruth Taylor joua également, pour la Christie Film Company dans son premier film parlant A Hint to Brides, pour les Studios Paramount avec The College Coquette, pour la Columbia Pictures Corporation avec This Thing Called Love, tous des films de 1929, et enfin la Pathé Exchange Incorporated dans Scrappily Married en 1930.
Elle épousa un retraité de l'USAF et l'agent de change new-yorkais Paul Steinberg Zuckerman avec lequel elle eut, en 1930, un fils Henry Zuckerman alias Buck Henry, le futur acteur comique et scénariste à l'origine du Lauréat.
Ruth Taylor décède à  Palm Springs en avril 1984, à l'âge de 79 ans.

## Filmographie[1]

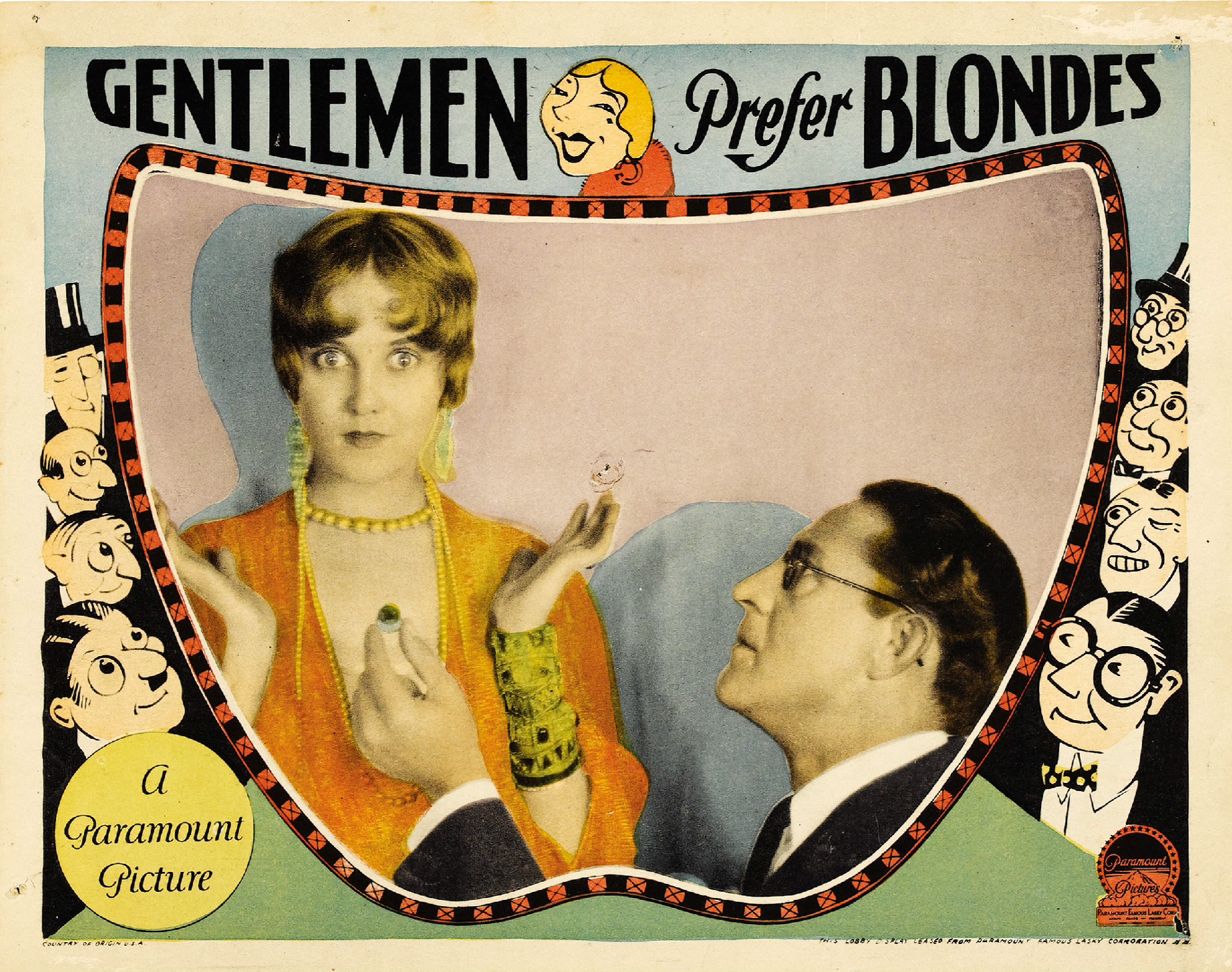
Lobby card from Gentlemen Prefer Blondes (1928)

- 1925 : The Iron Nag, : Hazel Calhoun, réalisé par Del Lord
- 1925 : Lucky Stars, : Rôle mineur, réalisé par Harry Edwards
- 1925 : Butter Fingers, : Nellie Perkins , réalisé par Del Lord
- 1925 : A Rainy Knight, : Bessie Barnes , réalisé par Lloyd Bacon
- 1925 : Good Morning, Madam! , (non crédité), réalisé par Lloyd Bacon
- 1925 : A Sweet Pickle, : Rôle mineur , réalisé par Arthur Rosson
- 1925 : Dangerous Curves Behind, : Nell Purdy, réalisé par Edward F. Cline
- 1925 : Take Your Time (film, 1925), : The Maid, réalisé par Lloyd Bacon
- 1925 : The Soapsuds Lady, : Bathing Beauty , réalisé par Arthur Rosson
- 1925 : The Window Dummy, : Rôle mineur , réalisé par Lloyd Bacon
- 1925 : From Rags to Britches, : Bathing Beauty, réalisé par Del Lord
- 1925 : Hotsy-Totsy, : Maid, réalisé par Edward F. Cline
- 1926 : Whispering Whiskers, : Woman in Dining Car, réalisé par Del Lord
- 1926 : Trimmed in Gold, (non crédité), réalisé par Del Lord
- 1926 : Wandering Willies, : Nurse, réalisé par Del Lord
- 1926 : A Love Sundae, : Maudie Parker, réalisé par Edward F. Cline
- 1926 : Muscle-Bound Music, : Rôle mineur, réalisé par Alfred J. Goulding
- 1926 : A Yankee Doodle Duke, : Ruth Osborn, réalisé par Charles Lamont
- 1926 : Puppy Lovetime, : May Daye, réalisé par Edward F. Cline
- 1926 : Alice Be Good, : Ruth, réalisé par Edward F. Cline
- 1926 : Smith's Vacation, (non crédité), réalisé par Edward F. Cline
- 1926 : Her Actor Friend, : Ruth Bailey, réalisé par Edward F. Cline
- 1926 : The Perils of Petersboro,(non crédité), réalisé par Earle Rodney
- 1926 : Hesitating Horses, : Ruth Brown, réalisé par Edward F. Cline
- 1926 : Kitty from Killarney, : Rôle mineur, réalisé par Edward F. Cline
- 1926 : A Blonde's Revenge, : Ruth Brown, réalisé par Edward F. Cline
- 1926 : Flirty Four-Flushers, : Miss Logan, réalisé par Edward F. Cline
- 1927 : The Jolly Jilter, : Alma's Maid, réalisé par Edward F. Cline
- 1927 : A Dozen Socks, (non crédité), réalisé par Earle Rodney
- 1927 : Broke in China, : Ruth, réalisé par Edward F. Cline
- 1927 : The Pride of Pikeville, : Ruth Hawkins, réalisé par Alfred J. Goulding
- 1927 : Cured in the Excitement, : Nurse, réalisé par Del Lord
- 1927 : The College Kiddo, : Ruth Albright, réalisé par Earle Rodney
- 1927 : Daddy Boy, : Basketball Girl, réalisé par Harry Edwards
- 1927 : For Sale, a Bungalow, : The Stenographer, réalisé par Earle Rodney
- 1927 : Smith's Modiste Shop, (non crédité), réalisé par Alfred J. Goulding
- 1928 : Gentlemen Prefer Blondes de Malcolm St. Clair, : Lorelei Lee
- 1928 : Just Married : Roberta, réalisé par Roy Del Ruth
- 1929 : This Thing Called Love : Dolly , réalisé par Paul L. Stein
- 1929 : A Hint to Brides : The Newlywed Wife, réalisé par Leslie Pearce
- 1929 : The College Coquette : Betty Forrester, réalisé par George Archainbaud
- 1930 : Scrappily Married (non crédité), réalisé par Leslie Pearce